# Ein Offizier und Gentleman
Ein Offizier und Gentleman  ist ein US-amerikanischer Film von Taylor Hackford aus dem Jahr 1982 mit Richard Gere und Debra Winger in den Hauptrollen. Drehbuchautor Douglas Day Stewart wurde zu der Mischung aus Melodram und Militärromanze von eigenen Erfahrungen bei der US Navy inspiriert.
Besondere Bekanntheit erlangten die Rolle von Louis Gossett jr., der einen Militärausbilder spielt, und der Filmsong Up Where We Belong. Für beide Leistungen wurde der Film unter anderem jeweils mit einem Oscar ausgezeichnet.

## Handlung
Zack Mayo lebt bei seinem Vater Byron, einem heruntergekommenen Unteroffizier der US Navy, im Rotlichtviertel Manilas. Rückblenden zeigen, wie er nach dem Tod seiner Mutter von Byron aufgenommen worden ist: Dieser ist von seiner Vaterrolle wenig begeistert und verbringt zudem viel Zeit auf See, sodass Mayo im Wesentlichen auf der Straße aufwächst. Im Umgang mit gleichaltrigen Jungen hat Zack dort rasch gelernt, nur auf die eigene Stärke und Gerissenheit zu setzen und anderen nicht zu vertrauen. Als Erwachsener will er nun das von Alkohol und Prostituierten geprägte Leben an der Seite seines Vaters hinter sich lassen und sich als Offizieranwärter bei der US Navy einschreiben mit dem Ziel, an der Fliegerschule sein Offizierspatent zu machen und später Kampfjets zu fliegen.
In der Marinebasis, in der die Grundausbildung vor der eigentlichen Pilotenausbildung stattfindet, werden die Neuankömmlinge von Ausbildungsleiter Gunnery Sergeant Emil Foley in Empfang genommen. Dieser begegnet den Offizieranwärtern von Anfang an mit großer Härte, um diejenigen auszusortieren, die sich nicht für die teure Pilotenausbildung eignen. Er warnt vor den Arbeiterinnen der nahen Papierfabrik, die sich am Wochenende an die jungen Anwärter heranmachen, um als Ehefrau eines Offiziers ihrem trostlosen Leben entkommen zu können. Mayo freundet sich mit seinem Kameraden Sid an, und bei einer Navy-Tanzveranstaltung lernen sie die Papierfabrikarbeiterinnen Paula und Lynette kennen, mit denen sie die Wochenenden verbringen. Bei der Ausbildung kommt Mayo gut voran, doch mit seinem egoistischen Benehmen und seiner aalglatten Art legt er sich selbst Steine in den Weg. Zudem handelt er unerlaubt mit Gegenständen des täglichen Militärbedarfs. Es dauert nicht lange, bis er mit Foley aneinandergerät. Der ertappt Mayo bei seinen Gaunereien und teilt ihn zu einem Strafwochenende ein, an dem er ihn durch Schinderei dazu bringen will, die Ausbildung abzubrechen. Als Mayo schließlich zusammenbricht und gesteht, dass er nicht freiwillig gehen werde, weil er keine andere Perspektive im Leben habe, lässt Foley von ihm ab. Dieses Wochenende bringt Mayo zum Umdenken und er wird im Verlauf der Ausbildung zum Teamplayer. Er verzichtet sogar darauf, den Rekord beim Hindernislauf zu brechen, um seine Kameradin Seeger während des Rennens zu motivieren, das letzte Hindernis zu überqueren, das sie bis dahin nie geschafft hat.
Während Foley unerbittlich seinen harten Drill anwendet, um die Schwachen auszusortieren und die restlichen Anwärter zu verantwortungsbewussten Offizieren zu formen, muss Mayo sich mit seinen Gefühlen auseinandersetzen, da er sich in Paula verliebt hat. Diese ist selbst Tochter eines Offizieranwärters, der ihre Mutter geschwängert und nach seiner Ausbildung sitzengelassen hat. Sid ist in Lynette verliebt, die jedoch weniger an Sid selbst als an einem sorgenfreien Leben als Offiziersgattin in Übersee interessiert ist. Sie behauptet schließlich, sie sei wohl von Sid schwanger. Sid bricht daraufhin seine Ausbildung ab, die er vor allem im Angedenken an seinen in Vietnam gefallenen Bruder absolvieren wollte. Er möchte nun seinen eigenen Weg gehen und sich seiner Verantwortung als werdender Familienvater stellen. Sid macht Lynette einen Heiratsantrag, doch sie weist ihn zurück und eröffnet ihm, dass sie nur einen Marineflieger heiraten werde und wohl doch nicht schwanger sei. Daraufhin begeht Sid Selbstmord, woraufhin Mayo und Paula mit Lynette brechen. Mayo kehrt zurück in die Kaserne und verkündet Foley, seine Ausbildung abzubrechen: Er ist wütend auf den Ausbilder, da dieser Sid nicht vom Verlassen des Lehrgangs abgehalten hat. Mayo und Foley treffen sich zu einem Zweikampf in der Übungshalle, der hart geführt wird und blutig, aber ohne Sieger endet.
Schließlich beendet Mayo seine Ausbildung erfolgreich und wird von Foley, der Tradition folgend im Austausch gegen einen Silberdollar, als Leutnant verabschiedet. Nun gesteht sich Mayo auch seine Liebe zu Paula ein. Bevor er seiner Versetzung zur Pilotenausbildung folgt, marschiert er in seiner weißen Galauniform durch die Papierfabrik, um Paula seine Liebe zu gestehen und sie unter dem Beifall der Arbeiterinnen auf Händen aus der Werkshalle zu tragen.

## Synchronisation
Die deutsche Synchronfassung entstand bei der cine-adaption GmbH in München, Buch und Regie übernahm Jürgen Clausen.
Dabei wurden die Bezeichnungen der militärischen Dienstgrade unbeholfen und teilweise fehlerhaft übersetzt. So wird Foleys Dienstgrad mit „Artillerie-Sergeant“ übersetzt, was aufgrund der Einmaligkeit des US-amerikanischen Begriffs „Gunnery Sergeant“ unsinnig ist. Im deutschen Rangsystem entspricht der Rang etwa einem Hauptfeldwebel. Die am Ende des Films zum Offizier ernannten Kadetten mit dem englischen Dienstgrad „Lieutenant“ zu bezeichnen, ist hingegen ein falscher Freund – während im deutschen Sprachraum zwar ein Leutnant tatsächlich den niedrigsten Offiziersdienstgrad darstellt, meint der Rang in der US Navy eine Rangstufe, die bereits entweder dem Oberleutnant zur See oder dem Kapitänleutnant entspricht. Tatsächlich heißt der erste Offiziersdienstgrad in der amerikanischen Marine „Ensign“ – dessen wortgetreue Übersetzung hingegen bedeutet „Fähnrich“, was wiederum im Deutschen inhaltlich nicht stimmig wäre, da dieser Rang hier lediglich einen Offiziersanwärter beschreibt.
| Rolle                | Darsteller        | Synchronsprecher   |
| -------------------- | ----------------- | ------------------ |
| Zack Mayo            | Richard Gere      | Frank Glaubrecht   |
| Paula Pokrifki       | Debra Winger      | Uschi Wolff        |
| Sgt. Foley           | Louis Gossett Jr. | Randolf Kronberg   |
| Topper Daniels       | David Caruso      | Roland Astor       |
| Byron Mayo           | Robert Loggia     | Günther Sauer      |
| Sid Worley           | David Keith       | Hans-Georg Panczak |
| Lynette Pomeroy      | Lisa Blount       | Katharina Lopinski |
| Emiliano Della Serra | Tony Plana        | Gerhard Acktun     |
| Perryman             | Harold Sylvester  | Tommi Piper        |

## Hintergrund
- Der Titel bezieht sich auf die Pflicht eines US-Navy-Offiziers, sich wie „ein Offizier und ein Gentleman“ zu verhalten, gemäß Article 133, of the United States Uniform Code of Military Justice (UCMJ).
- „Das Lied ist nicht gut. Es ist kein Hit.“ Mit diesen Worten plädierte der Produzent Don Simpson energisch dafür, den Song Up Where We Belong aus dem Film zu streichen. Das Lied stieg später auf Platz eins in den US-Charts und gewann einen Golden Globe und einen Oscar.
- John Denver und John Travolta waren für die Hauptrolle im Gespräch, lehnten sie aber beide ab.
- Der Schauspieler Lee Ermey, selbst ehemaliger Armeeausbilder und später legendär in seiner Rolle des rücksichtslosen Sergeant Hartman in Full Metal Jacket, brachte Louis Gossett Jr. alles Nötige für die Rolle des Sergeant Foley bei.

## Kritiken
„Mischung aus Melodram und Militärromanze, deren verlogene Ideologie das Militär als Erziehungsinstrument preist. Sehr geschickt auf die emotionale Wirkung hin inszeniert; gute Darstellerleistungen.“

„Mit subtiler, grausamer Dressur schleift ein Navy-Ausbilder einen charakterlosen Nobody in drei Monaten Grundausbildung zum echten Elite-US-Amerikaner. […] Weil "Ein Offizier und Gentleman" ohne Blut, Pornographie, Bankraub und scheinbar ohne Politik auskommt, stuft ihn die Kritik meist als harmlosen, leicht ideologisch angehauchten Unterhaltungsfilm ein. Das saubere Wirtschaftskrisenprodukt erweist sich jedoch als besonders perfider Träger nationaler Erziehung zur seelischen Mobilmachung. […] Kathartisch soll die unterhaltsame Navy-Werbung auch auf die Zuschauer wirken.“

„„Ein Offizier und Gentleman“ ist der beste Film über Liebe, den ich seit langer Zeit gesehen habe. Vielleicht, weil es nicht um „Liebe“ als ein Hollywood-Konzept geht, sondern um Liebe als Wachsen, als Bereitschaft, andere Menschen um ihretwillen und das, was sie sind, zu akzeptieren.“

## Auszeichnungen
- Der Film wurde für insgesamt sechs Oscars nominiert. Louis Gossett Jr. konnte die Trophäe als Bester Nebendarsteller in Empfang nehmen, eine weitere gab es für den Titelsong Up Where We Belong. Er war von Will Jennings geschrieben und von Joe Cocker und Jennifer Warnes gesungen worden.
  - Nominierung – Beste Hauptdarstellerin Debra Winger
  - Nominierung – Beste Filmmusik
  - Nominierung – Bester Schnitt
  - Nominierung – Bestes Drehbuch
- Von den acht Golden-Globe-Nominierungen waren dieselben zwei erfolgreich wie beim Oscar: Gossett als Bester Nebendarsteller, Will Jennings für den Besten Filmsong.
  - Nominierung – Bester Film (Drama)
  - Nominierung – Bester Hauptdarsteller Richard Gere
  - Nominierung – Beste Darstellerin (Drama) Debra Winger
  - Nominierung – Bester Nebendarsteller David Keith
  - Nominierung – Bester männl. Newcomer David Keith
  - Nominierung – Beste weibliche Newcomerin Lisa Blount
- BAFTA Film Award Bester Original Song – „Up Where We Belong“
- 1984: Japanischer Akademiepreis für den besten Film in ausländischer Sprache

## Veröffentlichung
Nach seinem Kinostart am 30. Juli 1982 konnte der Film allein in den USA über 129 Mio. US-Dollar einspielen. In der Bundesrepublik startete der Film am 16. September 1983 und wurde von 1.122.930 Kinobesuchern gesehen. Seit dem 5. April 2001 ist der Film auf DVD erhältlich.